# 196736 Munkácsy
(196736) Munkácsy, denumire internațională (196736) Munkacsy, este un asteroid din centura principală de asteroizi.

## Descriere
196736 Munkácsy este un asteroid din centura principală de asteroizi. A fost descoperit pe 19 septembrie 2003 la Piszkesteto de Krisztián Sárneczky și Brigitta Sipőcz. Asteroidul prezintă o orbită caracterizată de o semiaxă mare de 2,76 ua, o excentricitate de 0,06 și o înclinație de 2,6° în raport cu ecliptica.